# Auliscomys
Auliscomys és un gènere de rosegadors de la família dels cricètids. Les tres espècies d'aquest grup són oriündes de Sud-amèrica. Tenen una llargada de cap a gropa de 10–15 cm i una cua de 4–12 cm. El pelatge dorsal és de color marró grisenc, mentre que el pelatge ventral és blanc o gris pàl·lid. Viuen a grans altituds a la serralada dels Andes.